# Брейвен
«Брейвен» (англ. Braven) — канадський бойовик про лісника, в спокійне життя якого втрутились наркоторговці. Головну роль у фільмі виконав Джейсон Момоа.

## Сюжет
Джо Брейвен — власник лісозаготівельної компанії, який живе з дружиною Стефані та дочкою Шарлоттою. Співробітник компанії Вестон був залучений у перевезення наркотиків. У дорозі сталася аварія. Вестон ховає наркотики в будинку неподалік інциденту, який належав Джо, оскільки власник не бував там часто.
Батько Джо потрапляє в неприємну ситуацію через слабоумство. Джо з татом вирішують провести час разом у будиночку. По приїзду вони виявляють наркотики та Шарлотту, яка потайки приїхала в багажнику авто. Наркоторговці оточують будинок. Шарлотті вдається додзвонитися мамі, яка й викликала поліцію. Після тривалої боротьби злочинців було знешкоджено.

## У ролях
| Актор            | Роль      |
| ---------------- | --------- |
| Джейсон Момоа    | Джо       |
| Гаррет Діллагант | Кассен    |
| Стівен Ленг      | Лінден    |
| Занн Мак-Кларнон | Галлетт   |
| Брендан Флетчер  | Вестон    |
| Джилл Вагнер     | Стефані   |
| Сала Бейкер      | Джентрі   |
| Тіч Грант        | Ессінгтон |
| Фрейзер Айтчесон | Клей      |
| Саша Россоф      | Шарлотта  |

## Створення фільму

### Виробництво
Зйомки фільму почались у грудня 2015 року та закінчились на початку 2016 року.

### Знімальна група
- Кінорежисер — Лін Одінг
- Сценаристи — Майкл Нілон, Томас Па'а Сіббетт
- Кінопродюсери — Моллі Гасселл, Браян Ендрю Мендоза, Джейсон Момоа, Майкл Нілон
- Кінооператор — Браян Ендрю Мендоза
- Кіномонтаж — Роб Бонз
- Художник-постановник — RA Arancio-Parrain
- Артдиректор — Шеллі Корнік
- Художник по костюмах — Крістін Кенні
- Підбір акторів — Нілі Ейнштейн[5].

## Сприйняття
Фільм отримав переважно схвальні відгуки. На сайті Rotten Tomatoes оцінка стрічки становить 74 % на основі 23 відгуки від критиків (середня оцінка 5,8/10) і 81 % від глядачів із середньою оцінкою 4,0/5 (893 голоси). Фільму зарахований «стиглий помідор» від кінокритиків та «попкорн» від глядачів, Internet Movie Database — 6,3/10 (11 258 голосів), Metacritic — 60/100 (9 відгуків критиків) і 6,7/10 (11 відгуків від глядачів).